# 2015年愛知県春日井市ラーメン店殺傷事件
2015年愛知県春日井市ラーメン店殺傷事件（2015ねんあいちけんかすがいしラーメンてんさっしょうじけん）は2015年（平成27年）9月24日に愛知県春日井市のラーメン店で発生した殺傷事件。事件後店にあった金庫から売上金250万円がなくなっていた。

## 概要
2015年（平成27年）9月24日朝、被疑者は愛知県春日井市のラーメン店に鉄パイプのようなものを持って押し入り、店員2人の頭部を複数回殴った。35歳の従業員は頭の骨を折り死亡、39歳の従業員は顔面骨折の重傷を負った。店の金庫からは売上金がなくなっていた。その後、逃走していた犯人の元従業員の男は逮捕された。